# Аскаров Салават Ахметович
Салават Ахметович Аскаров (башк. Салауат Әхмәт улы Асҡаров; (11 квітня 1946 , Шафраново, Башкирська АРСР  — 9 грудня 2019 , Уфа )) — башкирський оперний співак (бас), соліст Башкирського державного театру опери та балету, народний артист Башкирської АРСР (1984) і Росії (2011).

## Біографія
Народився 11 квітня 1946 року в селищі Шафраново Альшеєвського району Башкирської АРСР. Навчався в Дуванській середній школі.
Професійну діяльність розпочав у 1969 році в Башкирському театрі опери і балету — дебютував у партії Сурамана в опері «Салават Юлаєв» Загіра Ісмагілова.
У 1980 році закінчив Казанську консерваторію (клас В. А. Лазько) за спеціальністю «сольний спів».
З 1969 по 1976 роки і з 1987 року — соліст Башкирського державного театру опери та балету. У 1976—1980 роках працював в Татарському державному театрі опери та балету імені М. Джаліля, в 1980—1987 роках — в Нижньогородському державному академічному театрі опери та балету імені О. С. Пушкіна.
З 1988 року Салават Аскаров — доцент кафедри сольного співу в Уфимській державної академії мистецтв імені Загіра Ісмагілова.
Салават Аскаров раптово помер 9 грудня 2019 року в Уфі.

## Репертуар
Оперні партії.
Західноєвропейські опери:
Командор (В.-А.Моцарт «Дон Жуан»), Зарастро (В.-А.Моцарт «Чарівна флейта»), Базиліо (Дж. Россіні «Севільський цирульник»), Дулькамара (Г. Доніцетті «Любовний напій»), Мефістофель (Ш. Гуно «Фауст»), Спарафучіле, Монтероне (Дж. Верді «Ріголетто»)
Феррандо (Дж. Верді «Трубадур»), Сільвано (Дж. Верді «Бал-маскарад»), Філіп II (Дж. Верді «Дон Карлос»), Рамфіс (Дж. Верді «Аїда»), Коллен (Дж. Пуччіні «Богема»), Феррі (І. Кальмана «Сільва»),
Російські опери:
Мельник (О. Даргомижський «Русалка»), Кончак, Галицький (А. Бородіна «Князь Ігор»), Борис Годунов (М. Мусоргський «Борис Годунов»), Мороз (М. Римський-Корсаков «Снігуронька»), Малюта Скуратов, Собакин (М. Римський-Корсаков «Царська наречена»), Гремін (П. Чайковський «Євгеній Онєгін»), Кочубей (П. Чайковський «Мазепа»), Мамиров (П. Чайковський «Чародійка»), Рене (П. Чайковського «Іоланта»), Старий циган (С. Рахманінов «Алеко»)
Башкирські опери:
Джигангир (Р. Губайдуллін «Джигангир»), Синтімер (Х. Ахметов"Неркес"), Таймас (Х. Валіуллін «Самат»), Юлай Азналін, Сураман (З. Ісмагілов «Салават Юлаєв»), Цар Іван Васильович Грозний (З. Ісмагілов «Посли Уралу»), Буранбай (З. Ісмагілов «Кахим-туря»)

## Учні
Заслужений артист Росії і Башкортостану, лауреат Міжнародного конкурсу Яміль Абдульманов, народна артистка Башкортостану, лауреатка Міжнародного конкурсу Тетяна Ніканорова, заслужені артистки Башкортостану Інна Романова, Насіма Юнусова. Заслужений артист Башкортостану, лауреат Міжнародних конкурсів Артур Каїпкулов.

## Нагороди та звання
- Народный артист Башкирської АРСР (1984) премія імені А. Мубарякова (1991)
- Премія імені Салават Юлаєв (1992)
- заслужений артист Російської Федерації (1997)
- Народный артист Російської Федерації (2011).